# 12 Pułk Artylerii Ciężkiej (PSZ)

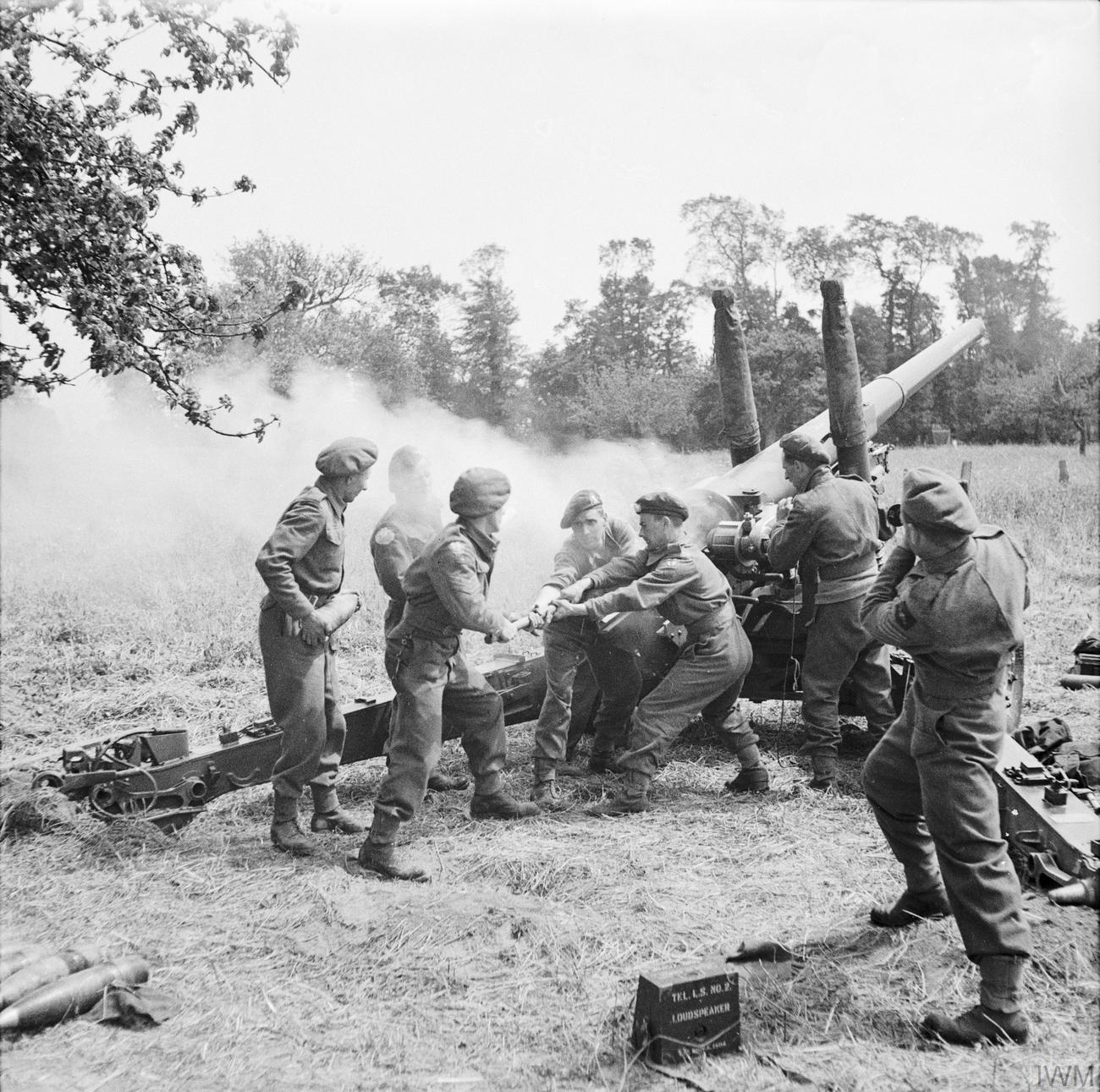
114,3 mm (4,5-calowa) armata

12 Pułk Artylerii Ciężkiej (12 pac) ang. 12th Polish Medium Regiment – oddział artylerii ciężkiej Polskich Sił Zbrojnych.

## Formowanie i zmiany organizacyjne
12 Pułk Artylerii Ciężkiej został sformowany jesienią 1944 roku w San Basilio, w składzie 2 Grupy Artylerii. Do marca 1945 roku trwała organizacja jednostki i jej szkolenie. Procesu szkolenia nie dokończono. Pułk do chwili przybycia na front nie odbył ani jednego strzelania, nawet szkolnego.

## Działania zbrojne
W kwietniu 1945 roku jednostka wzięła udział w bitwie o Bolonię.
W 1946 roku oddział został ewakuowany z Włoch do Szkocji. Razem z 13 pułkiem artylerii ciężkiej stacjonował w miejscowości Langholm, w hrabstwie Dumfries and Galloway. W 1947 roku pułk został rozformowany.

## Organizacja i obsada personalna
Dowódca – ppłk Marian Jędrychowski
- zastępca dowódcy – mjr Mieczysław Greczyn[6]
- adiutant – kpt. Franciszek Łukowski[6]
- dowódca I dywizjonu – kpt. Władysław Arzymanow[6]
- dowódca II dywizjonu – kpt. Zdzisław Wenzel[6]

Każdy dywizjon posiadał dwie baterie artylerii po 4 114,3 mm (4,5-calowa) armaty

## Odznaka pułkowa
Odznaka zatwierdzona zarządzeniem szefa Sztabu Głównego z 18 lutego 1947 roku. Posiada kształt równoramiennego krzyża, którego ramiona łączy wieniec z liści dębu. W centrum stylizowany orzeł wsparty na wylocie lufy armatniej z numerem 12. Na poziomych ramionach krzyża data 7 IV 1945. Wymiary 40x40; wykonanie F.M. Lorioli Fratelli.